# Língua jiamao
Jiamao (加茂, ou Kamau) é uma língua falada no sul de Hainan, na China.

## Classificação
Jiamao tem muitas palavras divergentes, e o tom lexical ainda é dicutida. Graham Thurgood (1992) sugere que ele pode ter um substrato austro-asiático. Norquest (2007) identifica vários itens lexicais no Jiamao que não reconstruir o Proto-Hlai.

## Demografia
Na década de 1980, Jiamao foi falado por mais de 50.000 pessoas no centro e centro-sul da Ilha de Hainan, principalmente no município de Jiamao (加茂镇), no condado de Baoting (保亭县). Ele compartilha a menos do que a metade de seu léxico com o padrão Hlai.
Há quatro dialetos no Jiamao.